# Gegantons Cisco i Pineta
En Cisco i la Pineta són els gegantons vinculats a les Colònies Jordi Turull de l'Escola Pia, fills dels gegants Tano i Estiveta. Representen una parella de reietons i tenen una fesomia dolça i infantil que sembla treta d'un conte per a infants. Per això quan sortiren van esdevenir una autèntica novetat en la imatgeria festiva de la ciutat.
Els gegantons es van construir inicialment per animar les activitats que els Pares Escolapis feien a la casa de colònies de la vall de Pineta i també per introduir la canalla en el món geganter, amb la possibilitat de portar unes figures de poc pes.
La construcció dels reietons Cisco i Pineta s'encarregà a l'imatger Domènec Umbert, que els feu a partir del disseny de la il·lustradora Rita Culla. S'enllestiren el 1985 i durant molts anys foren portats pels geganters de Sant Josep de Calassanç.
L'any 1999, després de moltes danses i sortides, calgué restaurar-los, tasca que s'encarregà a Manel Casserras i Solé.
L'any 2010 en Cisco i la Pineta passaren a pertànyer a la Colla Gegantera del Barri de Sant Antoni, que encara avui és l'encarregada de treure'ls. Participen en les festes del barri i en les de la ciutat –la Mercè i Santa Eulàlia–, sovint acompanyats dels pares, en Tano i l'Estiveta. I quan no surten es poden veure exposats a l'entrada de l'Escola Pia de Sant Antoni, amb més gegants del barri.
Com a curiositat, el gegantó Cisco té un germà bessó, sortit del mateix motlle. Es tracta d'un gegantonet de Moià que representa un petit rei.